# Diala suturalis
Diala suturalis is een slakkensoort uit de familie van de Dialidae. De wetenschappelijke naam van de soort is voor het eerst geldig gepubliceerd in 1853 door A. Adams.